# Dipartimento di Odienné
Il dipartimento di Odienné è un dipartimento della Costa d'Avorio. È situato nella regione di Kabadougou, distretto di Denguélé.
Nel censimento del 2014 è stata rilevata una popolazione di 91.691 abitanti. 
Il dipartimento è suddiviso nelle sottoprefetture di Bako, Bougousso, Dioulatièdougou, Odienné e Tiémé.